# Martinice u Velkého Meziříčí

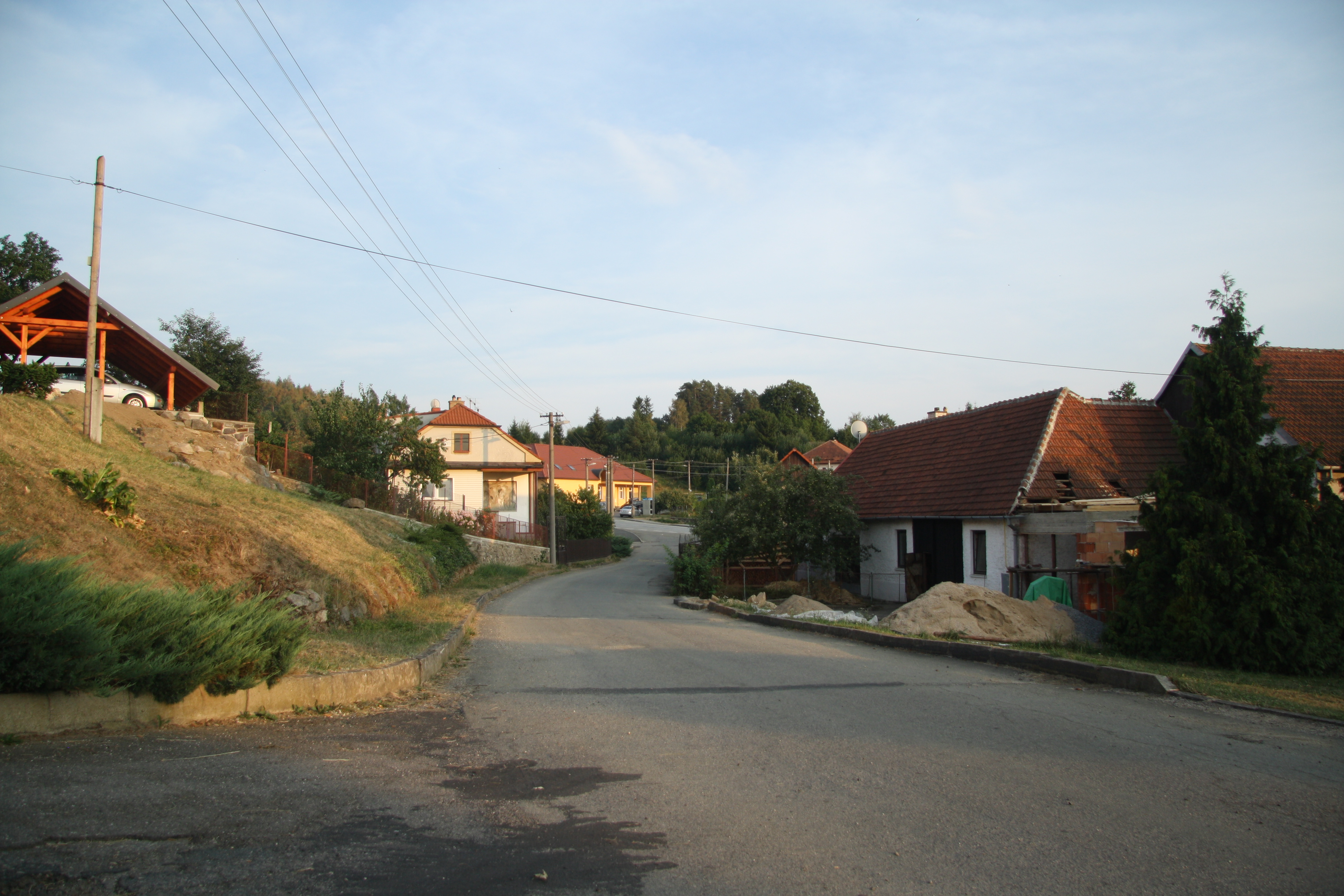
Ortsmitte

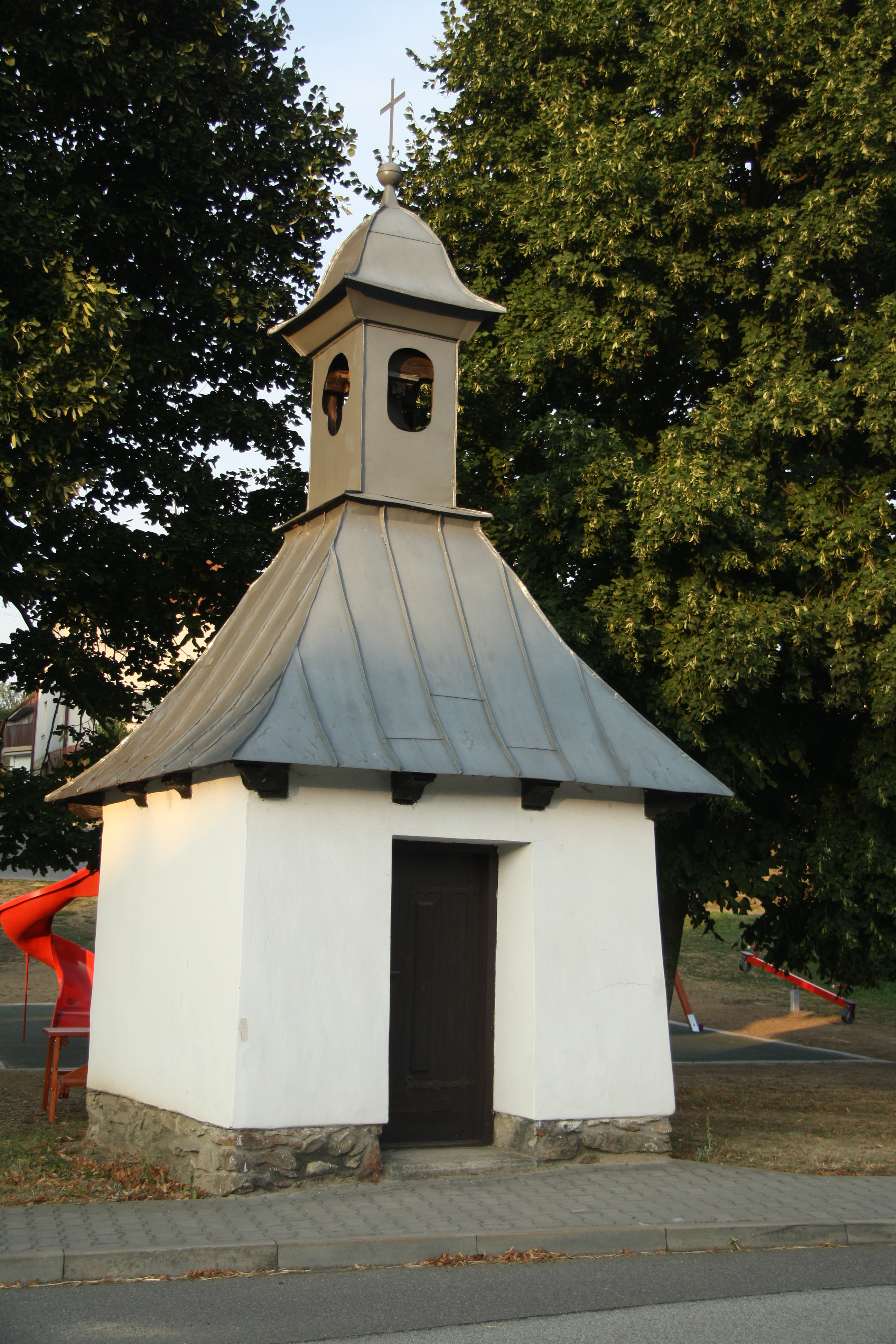
Glockenturm

Martinice (deutsch Martinitz) ist eine Gemeinde in Tschechien. Sie liegt drei Kilometer nordöstlich von Velké Meziříčí und gehört zum Okres Žďár nad Sázavou.

## Geographie
Martinice befindet sich in der zur Böhmisch-Mährischen Höhe gehörigen Křižanovská vrchovina (Krischanauer Bergland) in der Talmulde des Baches Martinický potok. Westlich liegt das Tal der Oslava. 
Im Norden erhebt sich der Za Kopcem (507 m n.m.), östlich der Lískovec (581 m n.m.), südöstlich der Ambrožný (640 m n.m.), im Südwesten der Fajtův kopec (555 m n.m.) und nordwestlich der Na Kopci (521 m n.m.). Durch den Ort führen die Staatsstraße II/360 zwischen Křižanov und Velké Meziříčí sowie die Bahnstrecke Studenec–Křižanov.
Nachbarorte sind Vídeň im Norden, Dobrá Voda im Nordosten, Kozlov, Šíp und Sviny im Osten, Lhotky im Südosten, Dolní Radslavice im Süden, Velké Meziříčí im Südwesten, Rakůvky und Mostiště im Westen sowie Nové Dvory und Svobodův Mlýn im Nordwesten.

## Geschichte
Das Dorf war im Mittelalter zweigeteilt. Der größere Teil gehörte zur Burg Meziříčí und wurde im Laufe der Zeit als Velké Martinice, Horní Martinice, Martinice bzw. Mertendorf bezeichnet; der andere Teil als Martiničky bzw. Malé Martinice.
Die erste schriftliche Erwähnung von Martinice erfolgte 1344, als Anežka, die Witwe des Tobiáš von Tasov, und dessen Sohn Jan, der Pfarrkirche St. Peter in Tasov eine jährliche Pfründe aus dem Dorf stifteten. Martiničky wurde 1370 erstmals unter den Gütern der Burg Mostiště erwähnt, als Markgraf Johann Heinrich Buněk von Mostice mit der Burg belehnte. 1373 verkaufte Václav von Myslibořice seinen Anteil von Martinice an Jan d. A. von Meziříčí und Henslin genannt Purkhardt von Třebíč, in dem Kauf findet sich der deutsche Name Mertendorf. Damit erfolgte eine Abtrennung des Dorfes von der Burgherrschaft Meziříčí. Purkhardt von Třebíč veräußerte 1374 seinen Anteil von Martinice an Buzek von Myslibořice. Zu Beginn des 15. Jahrhunderts erwarben die Herren von Krawarn auf Meziříčí Martinice wieder zurück. Als Peter von Krawarn 1417 die Herrschaft Mostiště aufkaufte und mit Meziříčí vereinigte, wurde auch Martiničky zum Teil der Herrschaft Meziříčí. Martinice und Martiničky bildeten noch über das gesamte 15. Jahrhundert eigenständige Gemeinwesen. Die Erwähnung eines Rychtář in Martiničky im Jahre 1495 stellt zugleich die letzte Nachricht über diese Gemeinde dar, danach sind beide Teile zu einer Einheit unter einem Rychtář verschmolzen. Als Jan von Lomnice und Meziříčí 1494 das ehemals dem Zisterzienserstift Saar gehörige Gut Kozlov erwarb und seiner Herrschaft Meziříčí zuschlug, wurde das Dorf Kozlov dem Rychtář von Martinice unterstellt. Nachdem die Rychta (Scholtisei) in der zweiten Hälfte des 16. Jahrhunderts erlosch, wurden die Dörfer Martinice und Kozlov der auf dem Hof von Šimon Vídeňský von Český Ostrov in Vídeň neu errichteten Rychta zugeteilt. In der Ebene zwischen Martinice und Mostiště wurde wenig später ein herrschaftlicher Meierhof mit Schäferei zur Bewirtschaftung des Grund und Bodens der ehemaligen Scholtisei errichtet. Der Hof wurde seit Anfang des 17. Jahrhunderts Neuhof genannt, möglicherweise ist er identisch mit dem früher erwähnten Hof Mrhov.
Nach dem Dreißigjährigen Krieg bestand Martinice einschließlich Martiničky aus 13 Gehöften, darunter Anderthalbhüfner, Ganzhüfner und Halbhüfner. Die Grundherrschaft brachte in der Folgezeit die größten Bauerngüter durch Bauernlegen an sich. Im 18. und 19. Jahrhundert verdichtete sich die Ortsbebauung durch die Anlegung von Häuslerstellen; dies erfolgte in der Mitte des 18. Jahrhunderts zunächst auf den Gemeindefluren, danach auch auf ausgekauftem herrschaftlichen Grund.
Der Neuhof war bis zur im 18. Jahrhundert erfolgten Anlegung großer barocker Meierhöfe einer der größten Wirtschaftshöfe der Herrschaft Velké Meziříčí. Martinice blieb bis zur Mitte des 19. Jahrhunderts immer nach Groß Meseritsch untertänig.
Nach der Aufhebung der Patrimonialherrschaften bildete Martinice/Martinitz ab 1850 einen Ortsteil der Gemeinde Vídeň/Wien im Gerichtsbezirk Groß Meseritsch. Ab 1862 gehörte das Dorf zum neu gebildeten politischen Bezirk Groß Meseritsch. Zwischen 1882 und 1885 erfolgte der Bau der Sekundärbahn Studenetz–Groß Meseritsch. Zu Beginn des 20. Jahrhunderts erlangte Martěnice seine Eigenständigkeit. Im Jahre 1921 erfolgte die Änderung des Gemeindenamens in Martinice. Der Neuhof wurde in den 1920er Jahren im Zuge der Bodenreform parzelliert und seine Fluren ausverkauft. 1927 erfolgte der Bau eines Feuerwehrhauses mit Tanzsaal. Es wurde 1946 vom örtlichen Nationalausschuss (MNV) als Kulturhaus übernommen und zwischen 1959 und 1963 umgebaut. 1954 wurde bei Schachtarbeiten für einen Hausbau in 0,5 m Tiefe ein Gefäß mit einem Münzschatz ausgegraben. Es enthielt 241 Prager Groschen aus der Zeit Karls IV. sowie 18 Groschen Wenzels IV., die wahrscheinlich zu Beginn der Hussitenkriege vergraben wurden. Mit Beginn des Jahres 1961 wurde der Okres Velké Meziříčí aufgelöst und die Gemeinde dem Okres Žďár nad Sázavou zugeordnet. In der Scheune des Bauern Drápela wurde in den Jahren 1969 und 1970 eine provisorische Glockengießerei betrieben, in der unter der Aufsicht des Glockengießers Gabriel Knos und des Pfarrers Alois Ambroz ca. 90 Glocken für Kirchen in der Tschechoslowakei gegossen wurden. Knos, der zuvor Gießer der aufgelösten Brünner Glockengießerei Rudolf Manoušek gewesen war, zog während des politischen Tauwetters nach der Niederschlagung des Prager Frühlings als vaganter Gießer durch Mähren und betreute außer der Gießerei in Martinice weitere Scheunengießereien in Žďárec, Ořechov und Měřín. Auf dem Gelände der stillgelegten Ziegelei Martinice an der Straße nach Velké Meziříčí wurde in den 1970er Jahren ein Sportschießstand angelegt. 1972 erfolgte eine Erweiterung des Kulturhauses; über dem Feuerwehrhaus entstanden Räumlichkeiten für den MNV, die Bücherei und einen Klubraum, der Schlauchturm wurde abgerissen. Am 1. Juli 1980 erfolgte die Eingemeindung nach Velké Meziříčí, seit Beginn des Jahres 1992 besteht die Gemeinde wieder.

## Ortsgliederung
Für die Gemeinde Martinice sind keine Ortsteile ausgewiesen. Zu Martinice gehört der Weiler Nové Dvory (Neuhof).

## Sehenswürdigkeiten
- Gemauerter Glockenturm in der Ortsmitte, er wurde zum Ende des 18. Jahrhunderts errichtet  und in den Jahren 1979–1980 generalsaniert.
- Gedenkstein für die Gefallenen des Ersten Weltkrieges, geweiht 1922. Er wurde 1979 auf die Stelle des abgebrochenen Bauernhauses Nr. 8 versetzt.
- Fünf Wegkreuze
- Zwei steinerne Eisenbahnviadukte, südwestlich des Dorfes an der Bahnstrecke Studenec–Křižanov.
- Aussichtsturm auf dem Fajtův kopec, errichtet 2015.
- Reste der Burg Mostiště, nordwestlich des Dorfes auf einem Sporn zwischen dem Mastník und der Oslava.